# Gonna (Helme)

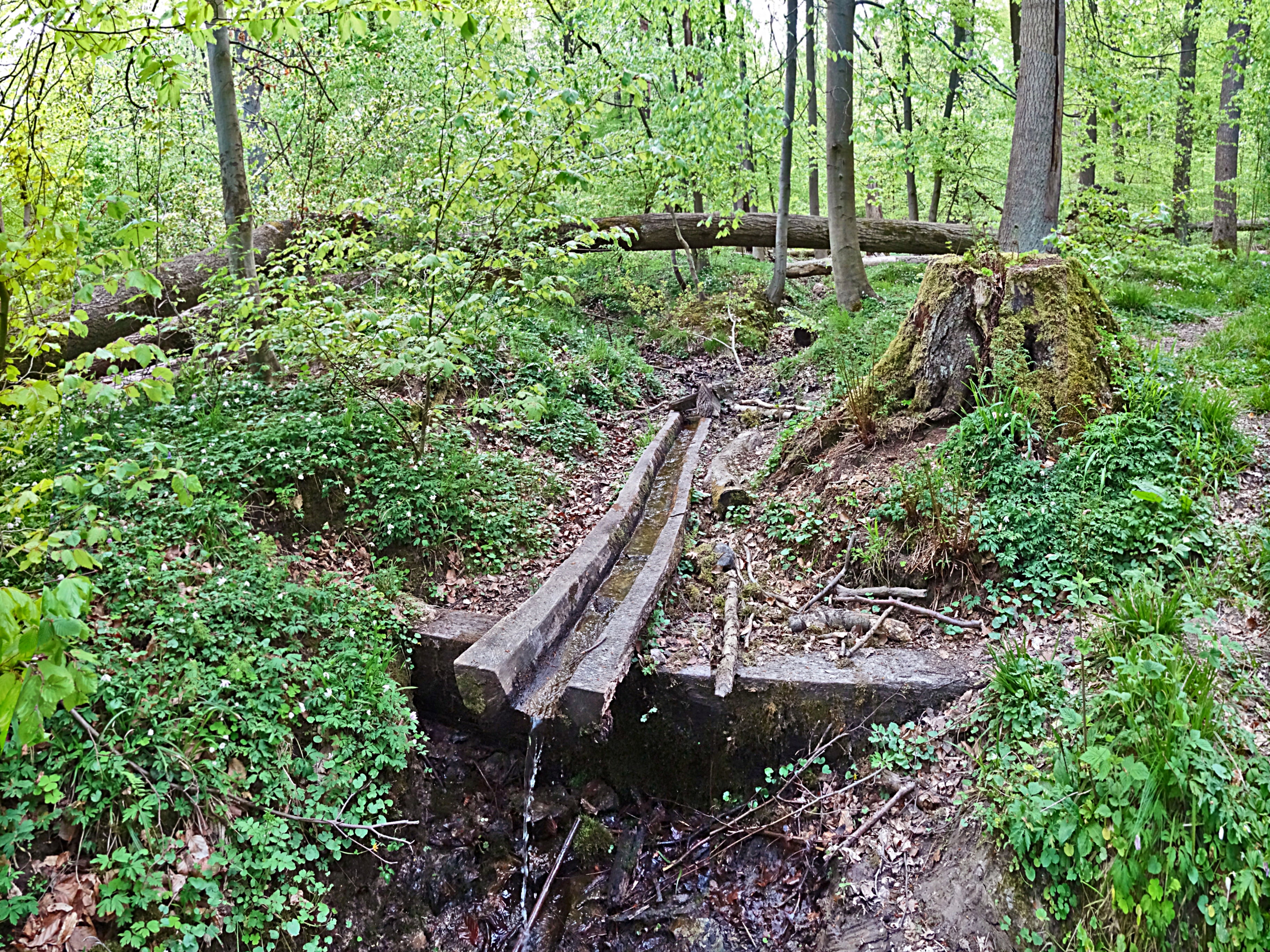
Die Quelle der Gonna

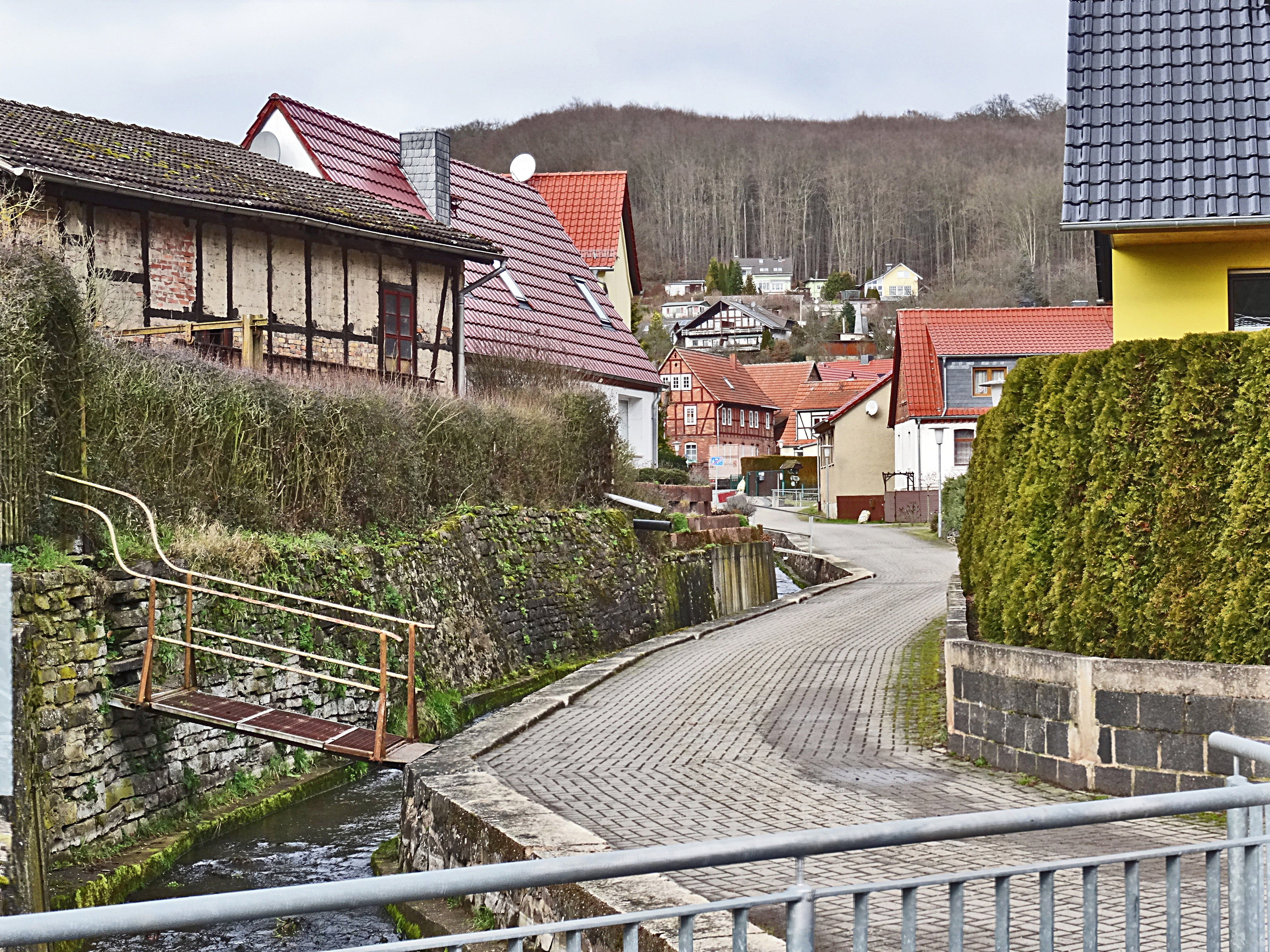
Die Gonna in Grillenberg

Die Gonna ist ein linker Zufluss der Helme im Landkreis Mansfeld-Südharz in Sachsen-Anhalt. 

## Namensherkunft
Die älteste Namensform für den Ort Gonna war „Cunnaha“ (Zehntregister von 899 des hessischen Klosters Hersfeld). Die erste urkundliche Erwähnung des Flusses stammt aus dem Jahr 1274, als in rivula … Gunno.
Die Namensherkunft ist nicht eindeutig geklärt. Das Grundwort ist ein durch Schwächung auf das abschließende -a verkürzte -aha, eine Variante des -au. Das Bestimmungswort könnte eine Verwandtschaft mit dem altnordischen gunnr (="Kampf") haben. Möglich wäre auch ein nichtdeutscher Ursprung. Es könnte vom keltischen gun/gin für "Wiese, welche Futter liefert" oder von gun für "Flut, schneller Fluss" hergeleitet sein.
Albrecht Greule hält auch Ableitung vom althochdeutschen Wort gunt für "Eiter, schleimige Flüssigkeit" oder dem germanischen Verb *geus-a- für "sprudeln" für prinzipiell möglich.

## Verlauf
Die Gonna entspringt zwischen Grillenberg und Wippra, südlich der Pferdeköpfe. Oberhalb von Grillenberg durchfließt die Gonna den Schloßteich. Letztlich mündet sie südlich von Sangerhausen in die Helme.

## Zuflüsse
Die Gonna verfügt über eine Vielzahl kleiner und kleinster Zuflüsse. Aufgeführt werden nur die mit Namen und eigenen größeren Zuflüssen.
- Ungeheurer Graben (rechts)
- Botzemannsgraben (links)
- unbekannt (links) – vom Mittelberg
- unbekannt (rechts) – aus dem Hohesteintal, größeres Quellgebiet bei Rehhagen
- Tiefenbach (links) – Quellgebiet bei Pölsfeld
- Heimbach (rechts) – Quelle in Wettelrode
- Riestedter Bach (links) – Quellgebiet bei Riestedt

## Orte am Flusslauf
- Grillenberg
- Obersdorf
- Gonna
- Taubenberg
- Sangerhausen